# Khioszi Hippokratész
Khioszi Hippokratész (ógörögül: Ἱπποκράτης ὁ Χῖος), (Kr. e. 470 körül – Kr. e. 410 körül) ókori görög matematikus Khiosz szigetén. Nem rokona a kószi orvos Hippokratésznak.
Khiosz szigetén született, és később, mint elszegényedett kereskedő ment Athénba. Ott kezdett el matematikával foglalkozni.
Egyetlen szerző ebben az évszázadban, akinek a matematikai műve, az Elemek fennmaradt. Eukleidész mintegy száz évvel később keletkezett azonos című munkájához hasonlóan a kor matematikai ismereteinek összegezését adja. Ellentétben a korabeli szakkönyvek többségével, nem csupán recepteket, képleteket tartalmaz. Szerzője igényesen bizonyítja a pontosan fogalmazott és egymásra épülő tételeket. Hippokratész nem csak közvetítőként művelte a geometriát.

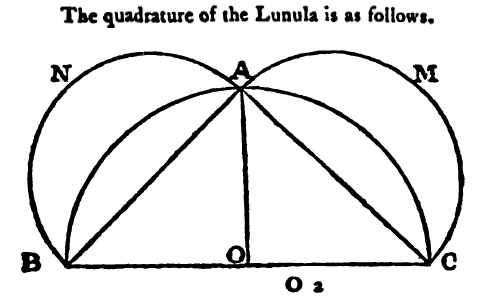
A Hippokratész-féle holdak ábrázolása a The Philosophical and Mathematical Commentaries of Proclus on the First Book of Euclid's Elementsből (1788)

Egyik nevezetes tétele a Hippokratész-féle holdak (lat. lunulae Hippocratis) területének számítása. Ennek a tételnek értelmében ha a derékszögű háromszög két befogója és az átfogója, mint átmérők fölött félköröket rajzol az ember, akkor a két befogó fölött támadt holdak területe egyenlő a háromszög területével. A feladat azért érdekes, mert görbe vonalak által és egyenes vonalak által határolt területek egyenlőségéről van szó benne.
Ugyancsak fontos eredményt ért el a déloszi probléma megoldásának keresésében.